# Van Williams
Van Williams est un acteur américain né le 27 février 1934 à Fort Worth, au Texas (États-Unis), et mort le 29 novembre 2016 à Scottsdale, dans l'Arizona (États-Unis).

## Biographie
Williams décède probablement la nuit du 28 novembre 2016, mais sa mort n'est officialisée que le lendemain, dans sa résidence de Scottsdale en Arizona à l'âge de 82 ans des suites d'une insuffisance rénale.

## Filmographie
- 1960 : Une gamine qui voit grand (Tall Story)
- 1962 : The Commies Are Coming, the Commies Are Coming : Air Force Sergeant
- 1963 : La Cage aux femmes (The Caretakers) : Dr Larry Denning
- 1964 : The Tycoon (série télévisée) : Pat Burns
- 1966 : Le Frelon vert - 26 épisodes (série télévisée) : Britt Reed
- 1966 : Batman : Voice of the President
- 1975 : Westwind - 13 épisodes (série télévisée) : Steve Andrews
- 1975 : The Runaways (TV) : Joe Ringer
- 1976 : Fury of the Dragon : Britt Reid / The Green Hornet
- 1977 : Voyage dans l'inconnu (Tales of the Unexpected) (série télévisée) : Le shériff
- 1978 : La Conquête de l'Ouest (feuilleton TV) : Capt. MacAllister
- 1978 : Colorado  ("Centennial") (feuilleton TV) : George (chapter 12)
- 1979 : The Night Rider (TV) : Jim Hollister
- 1993 : Dragon, l'histoire de Bruce Lee (Dragon: The Bruce Lee Story) : Green Hornet Director